# Lobophytum prostratum
Lobophytum prostratum är en korallart som beskrevs av Verseveldt och Benayahu 1983. Lobophytum prostratum ingår i släktet Lobophytum och familjen läderkoraller. Inga underarter finns listade i Catalogue of Life.